# Lillo (football)
Pour les articles homonymes, voir Castellano.
Manuel Castellano Castro dit « Lillo » est un footballeur espagnol, né le 27 mars 1989 à Aspe en Espagne. Il évolue comme arrière droit au CA Osasuna.

## Palmarès

### En club
SD Eibar
- Champion d'Espagne D2 : 2014.

 CA Osasuna
- Segunda División : 2019

### En sélection
- Espagne
- Vainqueur des Jeux méditerranéens : 2009